# Bad Säckingen
Bad Säckingen (în alemanică Bad Säckinge, în latină Sanctio) este un oraș și stațiune balneară din districtul rural Waldshut din landul Baden-Württemberg, Germania. Este situat pe malul drept al Rinului, pe Hochrhein, la granița cu Elveția.

## Istoric
În tradiție se spune cum Säckingen (din 1978 numit Bad Säckingen, menționat mai întâi ca Seckinga, în 878) a fost fondat de către un aleman numit Secco, după care -a numit orașul. Este însă mai probabil ca numele să provină dintr-o germanizare a denumirii originale din latină, Sanctio.
Inițial, Säckingen a fost sub conducerea feudală autohtonă a Abației Säckingen. Aceasta va avea posesiuni mărunte în zonă, însă va fi incapabilă să își creeze o stăpânire puternică, asemenea altor abații înconjurătoare (cum ar fi Abația Sfântului Blasiu sau cea a Sfântului Gall). În 1805, în urma Păcii de la Pressburg, Napoleon va transfera forțat controlul abației Marelui Ducat de Baden. 

## Locuri și monumente

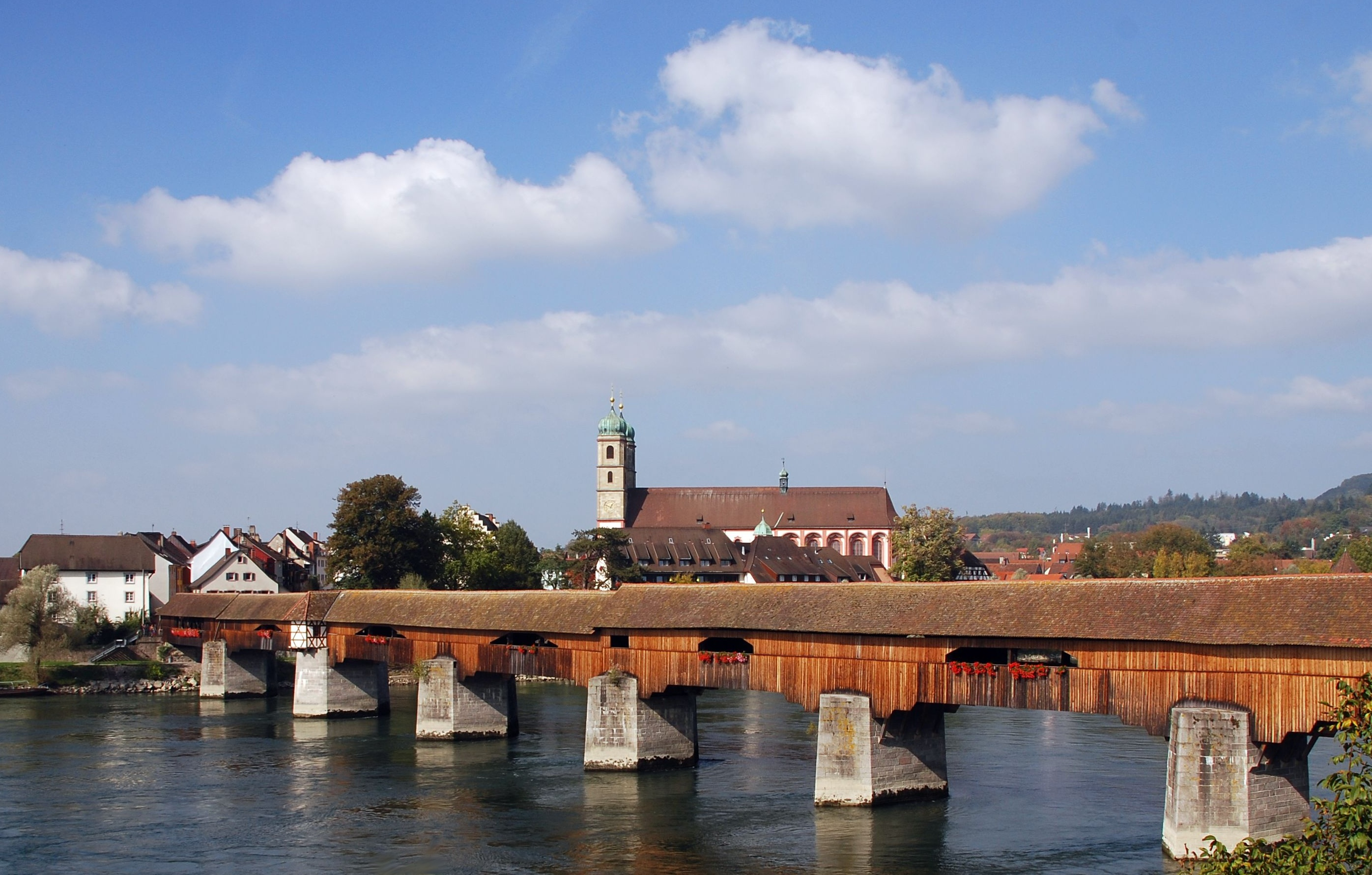
Podul de lemn din Bad Säckingen
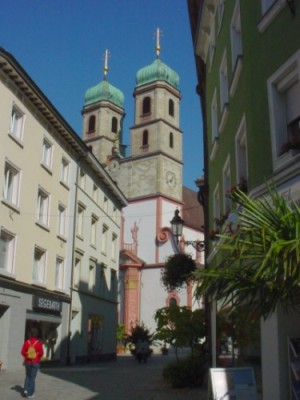
Oraşul vechi cu catedrala

## Personalități născute aici
- Turan Cihan Șimșek (n. 1992), actor turc.